# Stinská
Stinská (ukrajinsky Стинка, 1093 a 1019 m n. m.) je hora v Bukovských vrších na slovensko-ukrajinské státní hranici. Nachází se ve stejnojmenném skalnatém hřebeni mezi údolím Zbojského potoka na západě a údolím řeky Uh na východě. Vrcholem hory prochází hranice mezi slovenským NP Poloniny a ukrajinským Užanským NP. Na slovenské straně se rozkládá NPR Stinská, na ukrajinské PR Stynka. Pod vrcholem se nachází kráter a rašeliniště Čierna mlaka.

## Přístup
Ze slovenské strany:
- po neznačené lesní cestě z obce Zboj

Z ukrajinské strany:
- po červené  značce z obce Stužycja
- po červené  značce z obce Domašyn
- po modré  značce z obce Kostryna
- po žluté  značce z obce Knahynja

## Chráněné území
Stinská je národní přírodní rezervace v oblasti Poloniny. Nachází se v katastrálním území obce Zboj v okrese Snina v Prešovském kraji. Území bylo vyhlášeno či novelizováno v roce 1986 na rozloze 90,7800 ha. Ochranné pásmo nebylo stanoveno.